# Me Teumpeun
Me Teumpeun is een bestuurslaag in het regentschap Pidie van de provincie Atjeh, Indonesië. Me Teumpeun telt 437 inwoners (volkstelling 2010).